# Arfeuilles
Arfeuilles é uma comuna francesa na região administrativa de Auvérnia-Ródano-Alpes, no departamento Allier.